# Antornosee
Der Antornosee (italienisch Lago d’Antorno) ist ein See in den Sextner Dolomiten in der Provinz Belluno, Region Venetien.

## Geographie
Der kleine Bergsee liegt an den westlichen Ausläufern der Cadini-Gruppe etwa 2 Kilometer nördlich des Misurinasees auf dem Gemeindegebiet von Auronzo di Cadore. Er grenzt direkt an die Mautstraße, die von Misurina zur Auronzohütte und zum Drei-Zinnen-Tal von Lavaredo führt.
Das gleichnamige Chalet steht am Westufer des Sees. In der Nähe des Sees gibt es Wanderwege zu den umliegenden Bergen und in den Sommermonaten ist es möglich, im See zu angeln.

## Flora und Fauna
Der zwei Hektar große See ist als Biotop ausgewiesen. Er besitzt eine charakteristische Sumpf- und Moorvegetation. Von der Straße getrennt liegt südwestlich des Sees ein kleines Moorgebiet, das auch als Weidefläche genutzt wird.
Die Umgebung ist von alpinem Hochwald gekennzeichnet, in dem Gemeiner Fichte, Zirbelkiefer und die Europäische Lärche vorkommen. Der See besitzt einen größeren Bestand an Schwimmenden Laichkraut. In unmittelbarer Umgebung finden sich unter anderem die Sumpfdotterblume, das Zottige Weidenröschen und der Kleine Klappertopf. Die kleine aus Pflanzen gebildete Insel am nordwestlichen Ende des Sees ist eine Zwischenmoor-Pflanzengesellschaft, überwiegend bestehend aus Scheuchzers Wollgras. Am See ist auch das in der Region Venetien sonst selten vorkommende Sumpf-Blutauge beheimatet.
In der Vergangenheit wurde im Lago d’Antorno auch der Kleine Wasserschlauch beobachtet, der allerdings als verschwunden gilt.
Im Moorgebiet kommen unter anderem das Schmalblättrige Wollgras, das Gemeine Fettkraut sowie das Gefleckte Knabenkraut vor.
Was die Fauna betrifft ist im Antornosee der Bergmolch und die Elritze beheimatet. Unter den Vögeln finden sich vor allem Stockenten, Bachstelzen, Ringdrosseln sowie die Mehlschwalbe. Letztere nistet unter den Dächern der nahe liegenden Gebäude.

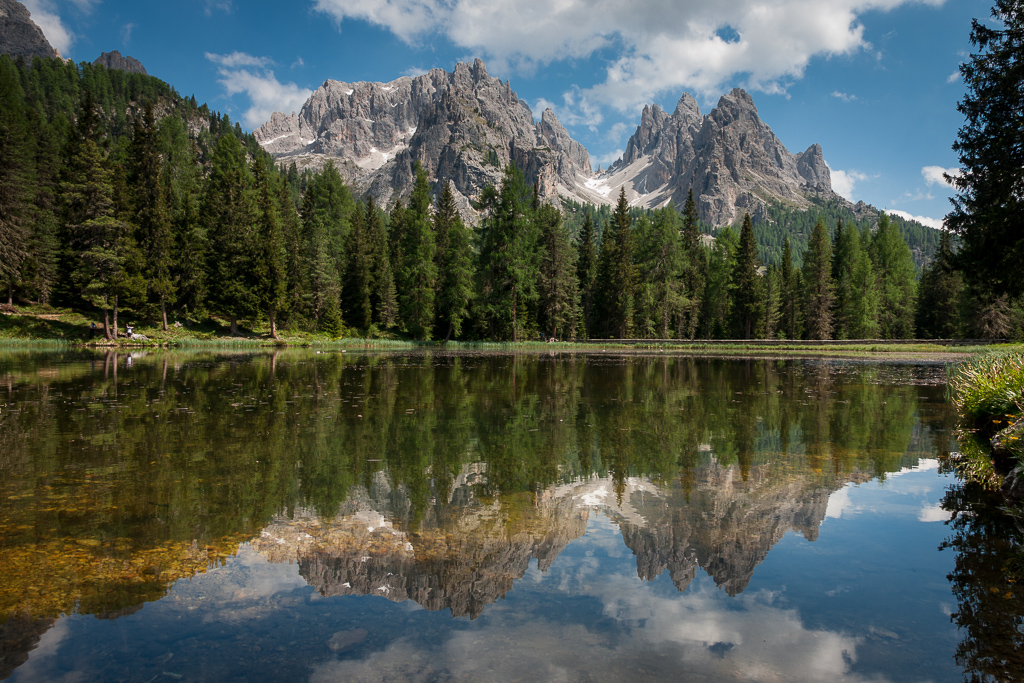
Westufer mit der Cadini-Gruppe
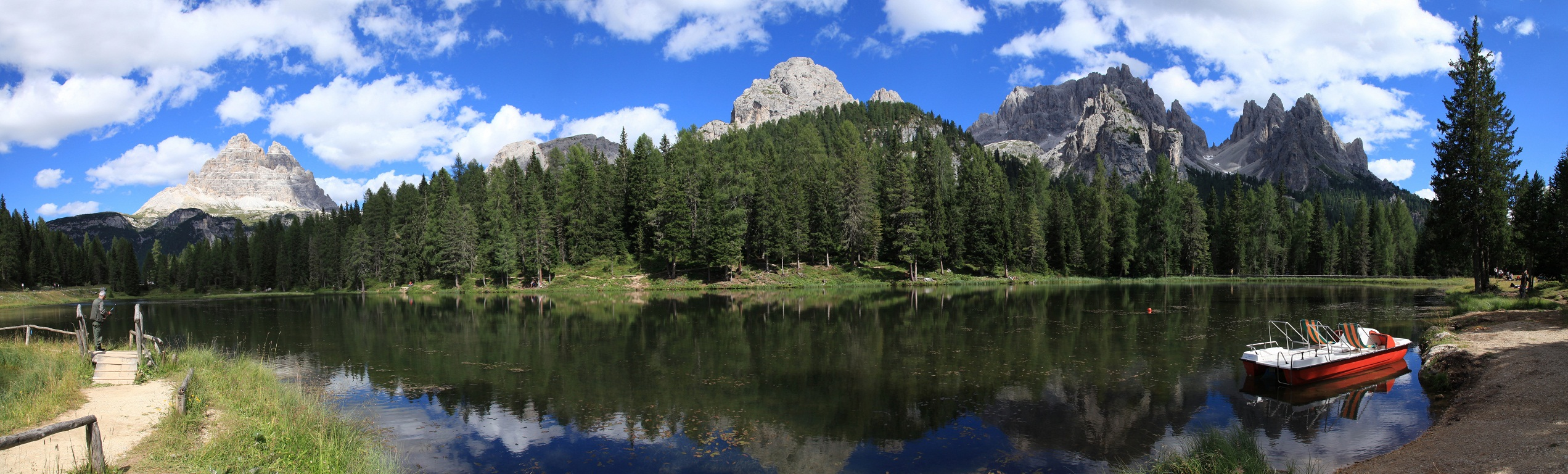
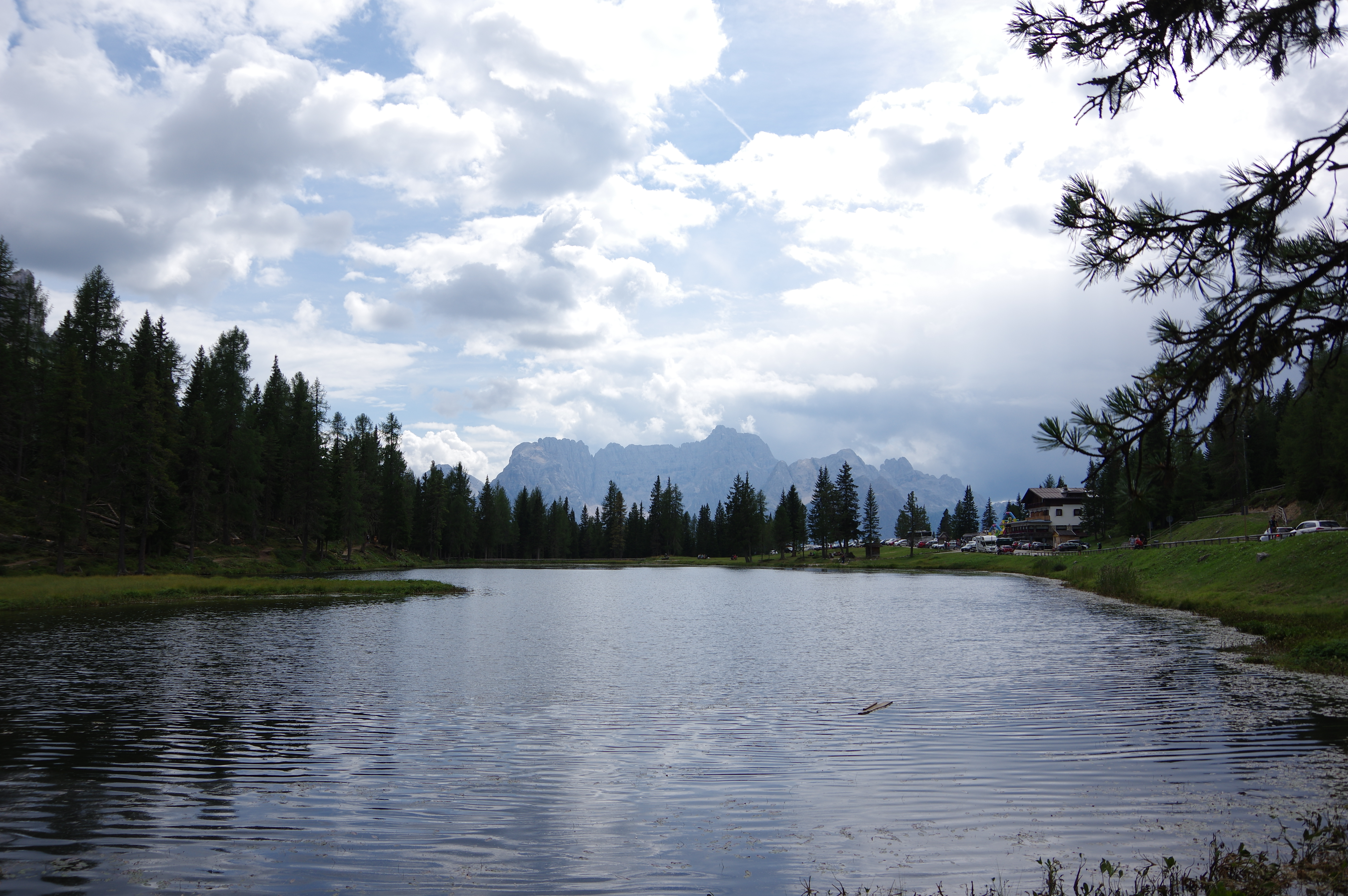
Südufer mit Sorapiss